# Ex vivo
Ex vivo (в превод от лат.: „извън живота“), означава „това, което става (извършва се) извън организма“, т.е. провеждане на експерименти в жива тъкан, но пренесена от организма в изкуствена външна среда. Най-разпространената техника ex vivo използва живи клетки или тъкани, извлечени от жив организъм и отглеждани (съхранявани) в стерилни лабораторни условия в течение на няколко дни или седмици. Такива клетки служат за образци относно поведението на организма като цяло, а като следствие се намалява нуждата от експерименти над животни и човек. Експериментите ex vivo, като правило, се провеждат in vitro, обаче тези два термина не са синоними. В съвременния език терминът се употребява предимно в природонаучни текстове и обикновено се пише с курсив.